# East Hampton (miasto)
East Hampton – miasto w Stanach Zjednoczonych, w stanie Nowy Jork, w hrabstwie Suffolk.